# 醤油粕
醤油粕（しょうゆかす）は、醤油の製造過程のうち、もろみを絞る際に生じる副産物である。

## 成分
日本標準飼料成分表では、下記のとおりとなっている。
- 水分 - 12.0%
- 中性デタージェント繊維(NDF) - 28.7%
- 可溶無窒素物(NFE) - 25.1%
- 粗タンパク質 - 24.2%
- 酸性デタージェント繊維(ADF) - 23.4%
- 粗脂肪 - 15.8%
- 粗繊維 - 12.8%
- 粗灰分 - 10.1%

キッコーマン調べによる乾物換算の基礎成分は、以下のとおりである。
- 可溶性窒素物 - 26.6%
- 粗タンパク質 - 25.1%
- 粗脂肪 - 21.1%
- 粗灰分 - 12.0%
- 水溶性窒素 - 1.8%
- 微量成分として、100g中ビタミンEが21.5mg、ビタミンK1が42.1μg、イソフラボン類の一種のゲニステインが134mg、ダイゼインが129mg含まれる。

## 利用
日本では年間約10万トン発生する。一部は飼料用として利用されているが、水分や塩分を多く含むため、相当部分が産業廃棄物として、焼却や海洋投入により処分されてきた。2000年に施行された食品リサイクル法で廃棄物の減量化が義務付けられ、乾燥設備の普及などにより再利用の比率が増加し、95%以上となっている。飼料として直接ウシ・ブタ・ニワトリに与えるほか、配合飼料の原料やサイレージへ添加する方法が採られる。
飼料以外への利用法として、脂肪分の高さからボイラー燃料として、また粗繊維を和紙の原料として利用された実績がある。窒素分を含むことから、塩分を水洗いした上で、肥料としての利用も研究されている。イソフラボンや食物繊維を豊富に含むことから、機能性食品や調味料、漬物の漬け床などへの利用も考えられている。
なお、圧搾技術の未熟だった昔においては、醤油粕に塩水を入れて混ぜ、醤油を再度抽出して搾ること（番醤油）も行われていた。